# Cosme II de Constantinopla
Cosme II de Constantinopla (em grego: Κοσμᾶς Β´ ὁ Ἀττικός), dito Ático, foi o patriarca grego ortodoxo de Constantinopla entre abril de 1146 e fevereiro de 1147. Ele nasceu em Égina, na Grécia, e foi diácono antes de sua ascensão, que ocorreu logo após a abdicação de Miguel II Curcuas. Cosme reinou juntamente com o imperador bizantino Manuel I Comneno.

## Deposição
Cosme foi condenado e deposto em 26 de fevereiro de 1147 por um sínodo reunido no Palácio de Blaquerna. O motivo de sua condenação foi a forma indulgente com que ele tratou o monge Nifão, um bogomilo condenado em 1144, a quem ele recebeu em sua casa e à sua mesa.
As causas reais da condenação e deposição de Cosme II não foram claramente estabelecidas e é possível que ele tenha sido vítima de uma intriga política.